# گلستان محمود
گلستان محمود (انگلیسی: Gulustan Mahmood؛ زاده ۱ اوت ۱۹۹۱)، ورزشکار دو سرعت اهل عراق است.
تعدادی از رکوردهای عراق در اختیار اوست. او از اولین مدال‌آورهای زن کشورش در مسابقات دو و میدانی قهرمانی آسیا در سال ۲۰۱۱ است. او این مدال‌ها را به دلیل دوپینگ از دست داد.